# Liste der Biografien/Rodo
Liste der Biografien |
Portal Biografien |
Personensuche
# |
A |
B |
C |
D |
E |
F |
G |
H |
I |
J |
K |
L |
M |
N |
O |
P |
Q |
R |
S |
T |
U |
V |
W |
X |
Y |
Z |
?
 
Ra |
Rb |
Rd |
Re |
Rh |
Ri |
Rj |
Rk |
Rl |
Rm |
Rn |
Ro |
Rr |
Rs |
Rt |
Ru |
Rv |
Rw |
Rx |
Ry |
Rz
 
Roa |
Rob |
Roc |
Rod |
Roe |
Rof |
Rog |
Roh |
Roi |
Roj |
Rok |
Rol |
Rom |
Ron |
Roo |
Rop |
Roq |
Ror |
Ros |
Rot |
Rou |
Rov |
Row |
Rox |
Roy |
Roz 
 
Roda |
Rodb |
Rodd |
Rode |
Rodf |
Rodg |
Rodh |
Rodi |
Rodj |
Rodk |
Rodl |
Rodm |
Rodn |
Rodo |
Rodr |
Rods |
Rodt |
Rodu |
Rodw |
Rody |
Rodz
Die Liste der Biografien führt alle Personen auf, die in der deutschsprachigen Wikipedia einen Artikel haben. Dieses ist eine Teilliste mit 25 Einträgen von Personen, deren Namen mit den Buchstaben „Rodo“ beginnt.

## Rodo
- Rodo (1863–1913), Schweizer Bildhauer
- Rodo Boulanger, Graciela (* 1935), bolivianische Künstlerin
- Rodó, José Enrique (1871–1917), uruguayischer Schriftsteller

### Rodoa
- Rodoald († 653), König der Langobarden

### Rodoc
- Rodocanachi, Pierre (* 1938), französischer Florettfechter

### Rodok
- Rodokanakis, Pavlos (1891–1958), griechischer Maler

### Rodol
- Rodolfi, Bruno (1915–1998), argentinischer Fußballspieler
- Rodolfi, Ferdinando (1866–1943), italienischer Geistlicher, Bischof von Vicenza
- Rodolfo Belenzani († 1409), Adeliger und Revolutionär
- Rodolphe (* 1948), französischer Comic-Autor
- Rodolphe, Jean-Joseph (1730–1812), elsässischer Hornist, Geiger, Komponist und Musikpädagoge

### Rodon
- Rodon, Joe (* 1997), walisischer Fußballspieler
- Rodón, José Enrique (* 1965), mexikanischer Fußballspieler
- Rodoni, Adriano (1898–1985), italienischer Sportfunktionär, Präsident des Radsport-Weltverbands Union Cycliste Internationale
- Rödönyi, Károly (1911–1995), ungarischer kommunistischer Politiker

### Rodor
- Rodoreda i Santigós, Josep (1851–1922), katalanischer Komponist, Kapellmeister und Musikpädagoge
- Rodoreda, Mercè (1908–1983), katalanische Schriftstellerin

### Rodos
- Rodosek, Branko (1958–2017), deutscher Fußballspieler

### Rodot
- Rodotà, Antonio (1935–2006), italienischer Industriemanager und Generaldirektor der ESA
- Rodotà, Stefano (1933–2017), italienischer Jurist, Hochschullehrer, Autor und Politiker, Mitglied der Camera dei deputati
- Rodotheatos, Dionysios (1849–1892), griechischer Komponist und Dirigent

### Rodov
- Rodov, Ilia, israelischer Kunsthistoriker und Forscher der jüdischen Bildkultur

### Rodow
- Rodow, Semjon Abramowitsch (1893–1968), sowjetischer Dichter und Literaturkritiker
- Rodowicz, Maryla (* 1945), polnische SängerinMaryla Rodowicz (* 1945)

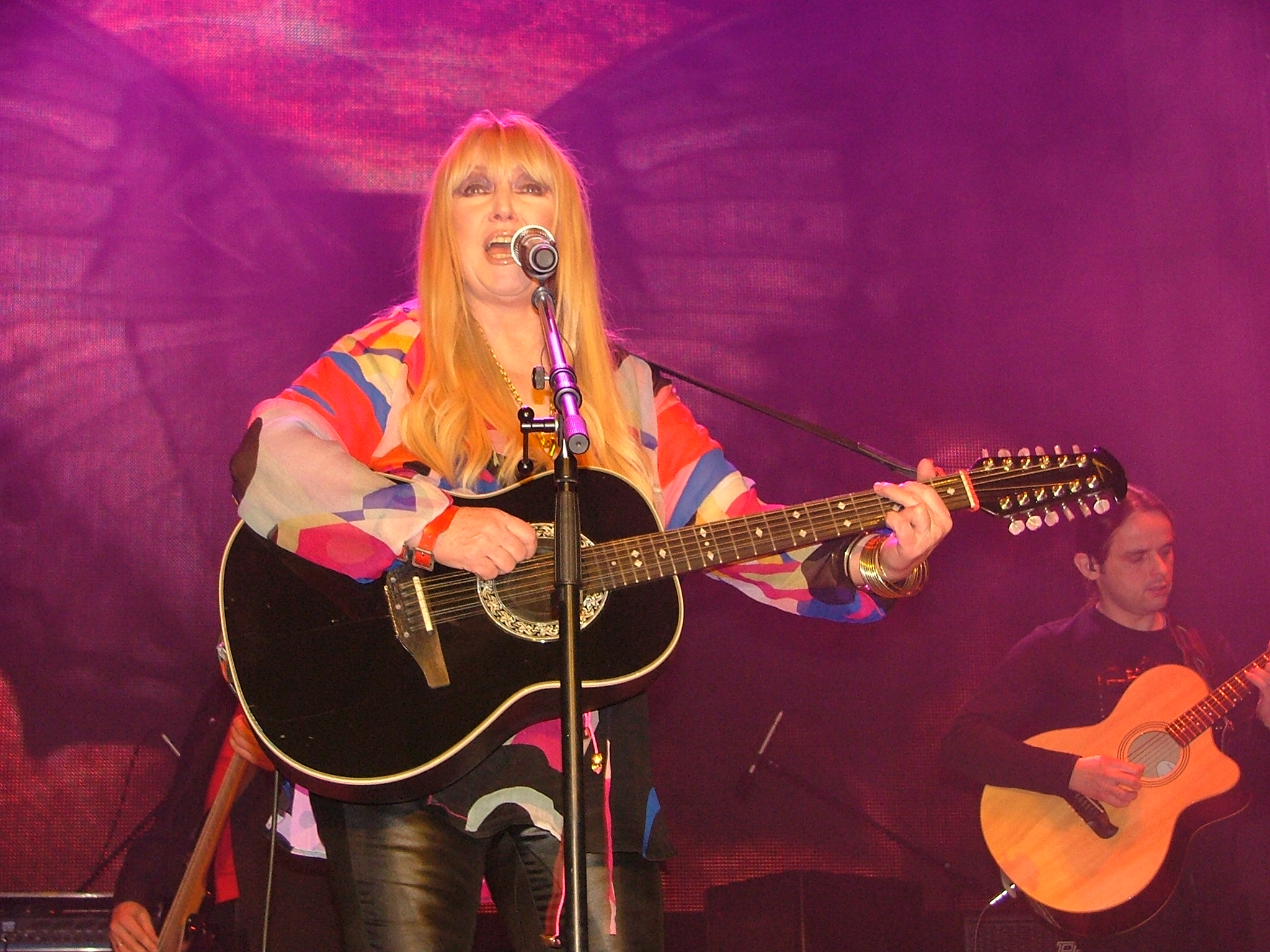
Maryla Rodowicz (* 1945)

- Rodowicz, Piotr (* 1954), polnischer Jazzmusiker (Kontrabassist) und Bandleader